# Bradysia aprica
Bradysia aprica är en tvåvingeart som först beskrevs av Johannes Winnertz 1867.  Bradysia aprica ingår i släktet Bradysia och familjen sorgmyggor.
Artens utbredningsområde är Tyskland. Arten är reproducerande i Sverige. Inga underarter finns listade i Catalogue of Life.